# Comisión de la Verdad (Bolivia)
La Comisión de la Verdad (Bolivia) fue creada el 21 de agosto de 2017 por el gobierno de Evo Morales está presidida por Nila Heredia con el objetivo de esclarecer todos estos delitos de lesa humanidad para esclarecer los asesinatos, desapariciones forzadas, torturas, detenciones arbitrarias y violencia sexual, fundados en motivos políticos e ideológicos, acontecidos en Bolivia del 4 de noviembre de 1964 al 10 de octubre de 1982. En fecha 3 de marzo de 2020, realizó la entrega del informe final a la Defensora del Pueblo. Actualmente esta institución ya no esta prestando servicios. 

## Antecedentes
La Comisión de la Verdad, Memoria, Justicia y Reparación fue una petición de las organizaciones de derechos humanos que presentaron en septiembre de 2015 un proyecto de ley para esclarecer los hechos de violencia política de los que fueron objeto cientos de bolivianos en 18 años de dictadura militar, de 1964 a 1982. Se presentó a 34 años del fin de la dictadura de Luis García Meza, 37 años de la de Hugo Banzer, 46 años de la de René Barrientos, entre otros.
La comisión identificó al menos unas 130 víctimas de los gobiernos de facto entre 1964 y 1982, entre ellos el líder socialista Marcelo Quiroga.  
La toma de juramento de los miembros de la comisión coincidió con los 46 años del inicio de la dictadura de Banzer, considerado el periodo más brutal en cuanto a represión política.

## Integrantes
Integran la comisión la exministra de Salud Nila Heredia, presidenta de la comisión,  el exdirigente sindical Édgar Ramírez, el abogado y exasesor del presidente Evo Morales Ayma. Eusebio Gironda, la activista Isabel Viscarra y el exdirigente campesino Teodoro Barrientos. Los integrantes no reciben percepción por su participación en la formación. razón por la cual Eusebio Gironda renuncio al cargo poco después. 

## Legislación para su creación
La Ley 879, de diciembre de 2016, establece como principal objetivo de la Comisión de la Verdad “esclarecer los asesinatos, desapariciones forzadas, torturas, detenciones arbitrarias y violencia sexual, fundados en motivos políticos e ideológicos, acontecidos en Bolivia del 4 de noviembre de 1964 al 10 de octubre 1982”.
El artículo 7 dispone además desclasificación de documentos  militares, policiales y de otro tipo para realizar dicho trabajo.
La instancia tendrá una vigencia de dos años, plazo que podrá ser ampliado por un máximo de "seis meses de manera extraordinaria", mediante resolución del Legislativo, según indica la ley. Al concluir su misión, la comisión deberá presentar una memoria histórica y un informe final en el que detalle su plan de trabajo, una relación de los hechos investigados, conclusiones y recomendaciones y anexos con la documentación hallada. 
La Comisión de la Verdad deberá redactar dos documentos que serán entregados al presidente Evo Morales, a la Asamblea Legislativa y al Defensor del Pueblo.
La ley también establece la apertura "de todo documento, de todo archivo oficial" que pueda dar datos sobre lo ocurrido durante las dictaduras, incluidos papeles que estuvieran "en poder de exfuncionarios".

## Objetivos
Ruth Llanos, presidenta de la Asociación de Detenidos, Desaparecidos y Mártires por la Liberación Nacional y Social (Asofamd), planteó la necesidad de priorizar cuatro tareas: la creación de una “subcomisión especial” para indagar las desapariciones forzadas en el marco del Plan Cóndor; avanzar en los casos emblemáticos como de Marcelo Quiroga Santa Cruz, Luis Espinal, Carlos Trujillo y otros.